# Vähä-Heinonen
Vähä-Heinonen är en sjö i Finland. Den ligger i kommunen Lestijärvi i landskapet Mellersta Österbotten, i den centrala delen av landet, 400 km norr om huvudstaden Helsingfors. Vähä-Heinonen ligger 160 meter över havet. Arean är 16,2 hektar och strandlinjen är 1,99 kilometer lång. Sjön  ingår i Lesti å huvudavrinningsområde.   I omgivningarna runt Vähä-Heinonen växer i huvudsak blandskog.